# Севастіан (Пилипчук)
Єпископ Севастіан (Пилипчук Симеон Якович; 7 травня 1914, с. Великі Фільварки — 3 лютого 1992, м. Умань) — архієрей Українського екзархату Російської православної церкви та Української Православної Церкви (Московського Патріархату) (був уже на спочинку). Хіротонізований у єпископа 1977 року і до 1989 року очолював Кіровоградську єпархію Українського екзархату, після чого був почислений на спокій. Помер у 1992 році.

## Біографія

### Юність
Симеон Якович Пилипчук народився 7 травня 1914 року в с. Великі Фільварки Кременецького повіту Волинської губернії (тепер Плоске Кременецького району Тернопільської області) в сім'ї селянина. У 1930 році закінчив середню школу.
У 1933 році у віці 19 років вступив до Свято-Духівського скит Успенської Почаївської лаври.

### Початок служіння
16 квітня 1938 пострижений у чернецтво. 28 вересня 1941 єпископом Веніаміном (Новицьким) у Почаївській лаврі висвячений у ієродиякона.
31 жовтня того ж року переведений в Свято-Георгіївський скит в Рівненській області (Волинської єпархії).
19 грудня 1942 єпископом Никодимом (Гонтаренком) рукоположений у сан ієромонаха.
Повернувся до Почаївської лаври, де з 1945 року — помічник економа, з 1948 року — економ.
У 1951 році обраний членом Духовного Собору Почаївської Лаври.
12 січня 1954 призначений намісником Почаївської лаври зі зведенням у сан архімандрита. У скрутний час, будучи намісником, архімандрит Севастіан захистив Почаївську Лавру він спроб її ліквідувати.
У 1962 році переведений до братії Псковсько-Печорського монастиря.
У 1966 році переведений в Одеський Успенський монастир.
У 1967 році екстерном закінчив Одеську духовну семінарію.
У 1969 році призначений економом об'єднаного господарства патріаршої резиденції і Успенського чоловічого монастиря.
18 грудня 1971 звільнений з посади економа і призначений духівником Одеського монастиря.
У 1973 році заочно закінчив Московську духовну академію зі ступенем кандидата богослов'я.
12 листопада 1975 року, згідно з поданим проханням, був відрахований з числа братії Успенського монастиря і перейшов до Київської єпархії.
У 1976 році призначений настоятелем Успенського собору в м. Умані та благочинним храмів Уманського округу.

### Архієрейське служіння

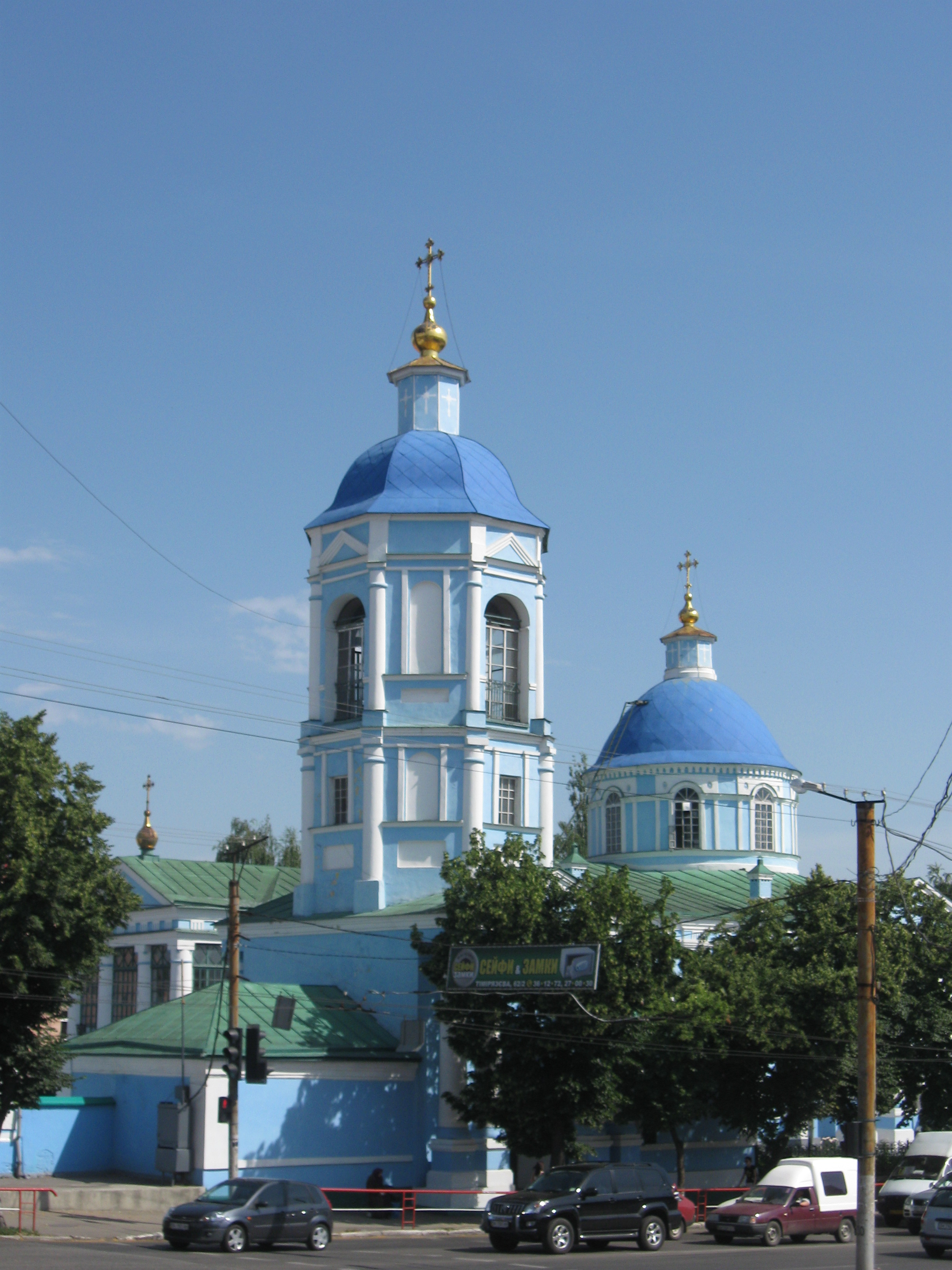
Кафедральний собор Різдва Богородиці у Кропивницькому, відреставрований під керівництвом єпископа Севастіана

16 жовтня 1977 у Володимирському кафедральному соборі в Києві хіротонізований в єпископа Кіровоградського і Миколаївського. Хіротонію здійснювали: митрополит Київський і Галицький Філарет (Денисенко), архієпископи: Харківський і Богодухівський Никодим (Руснак), Сімферопольський і Кримський Леонтій (Гудимов), Чернігівський і Ніжинський Антоній (Вакарик) та єпископ Вінницький і Брацлавський Агафангел (Саввін).
З 25 жовтня 1977 року по 14 вересня 1989 року очолював Кіровоградську єпархію.
Під керівництвом Преосвященного Севастіана був відреставрований Кіровоградський кафедральний собор Різдва Пресвятої Богородиці та багато інших храмів єпархії. Владика також мав дар зцілювати хворих.
5 березня 1987 нагороджений орденом преподобного Сергія Радонезького 2-го ступеня.
Указом Патріарха Московського від 2 травня 1989 року в зв'язку з 75-річчям нагороджений орденом святого рівноапостольного князя Володимира 2-го ступеня.
З 14 вересня 1989 року єпископ Севастіан перебував на спокої в Умані Черкаської області, де після нетривалої хвороби 3 лютого 1992 на 78-му році життя помер.
Похоронений на монастирському цвинтарі Почаївської лаври м. Почаїва.

## Погляди і праці

### Богословські праці
- (рос.) Севастиан (Пилипчук), архимандрит. Борьба с грехом, страстями и искушениями (по творениям святого Григория Богослова) // Журнал Московской Патриархии. М., 1974. № 3 (ЖМП). 75-77.
- (рос.) Севастиан (Пилипчук), архимандрит. Святой Григорий Богослов о вере, надежде и любви // Журнал Московской Патриархии. М., 1975. № 2 (ЖМП). 75-77.

### Виступи, доповіді та промови
- (рос.) Наречение и хиротония архимандрита Севастиана (Пилипчука) во епископа Кировоградского и Николаевского // Журнал Московской Патриархии. М., 1978. № 01.

### Сайти
- Севастиан (Пилипчук)

| Петро Могила | Це незавершена стаття про православного релігійного діяча чи діячку. Ви можете допомогти проєкту, виправивши або дописавши її. |